# Ferdinand Cheval
Ferdinand Cheval (Charmes-sur-l'Herbasse, 19 aprile 1836 – Hauterives, 19 agosto 1924) è stato uno scultore francese.
Il suo nome completo era Joseph Ferdinand Cheval ma era più noto come Ferdinand Cheval ed ancor più come facteur Cheval (in italiano "postino Cheval").
Alla sua consueta attività di postino, Ferdinand Cheval affiancò un'innata passione per la scultura e l'architettura a tal punto da spendere oltre trent'anni della sua vita a costruire il "Palazzo ideale" (Palais Idéal in francese); l'opera fu riconosciuta come straordinario esempio di architettura naïve, con forti connotazioni di Art Brut e ammirato da noti artisti quali André Breton e Pablo Picasso.

## Biografia
Ferdinand Cheval visse a Châteauneuf-de-Galaure, nel dipartimento francese di Drôme. Lasciò la scuola all'età di tredici anni per fare l'apprendista panettiere, ma il 12 luglio del 1867 venne assunto ufficialmente come postino.
Due anni dopo venne destinato a Hauterives, distante circa una dozzina di chilometri dal suo paese natale e fu durante i suoi lunghi itinerari postali che iniziò a fantasticare sulla costruzione di un grande palazzo fiabesco.

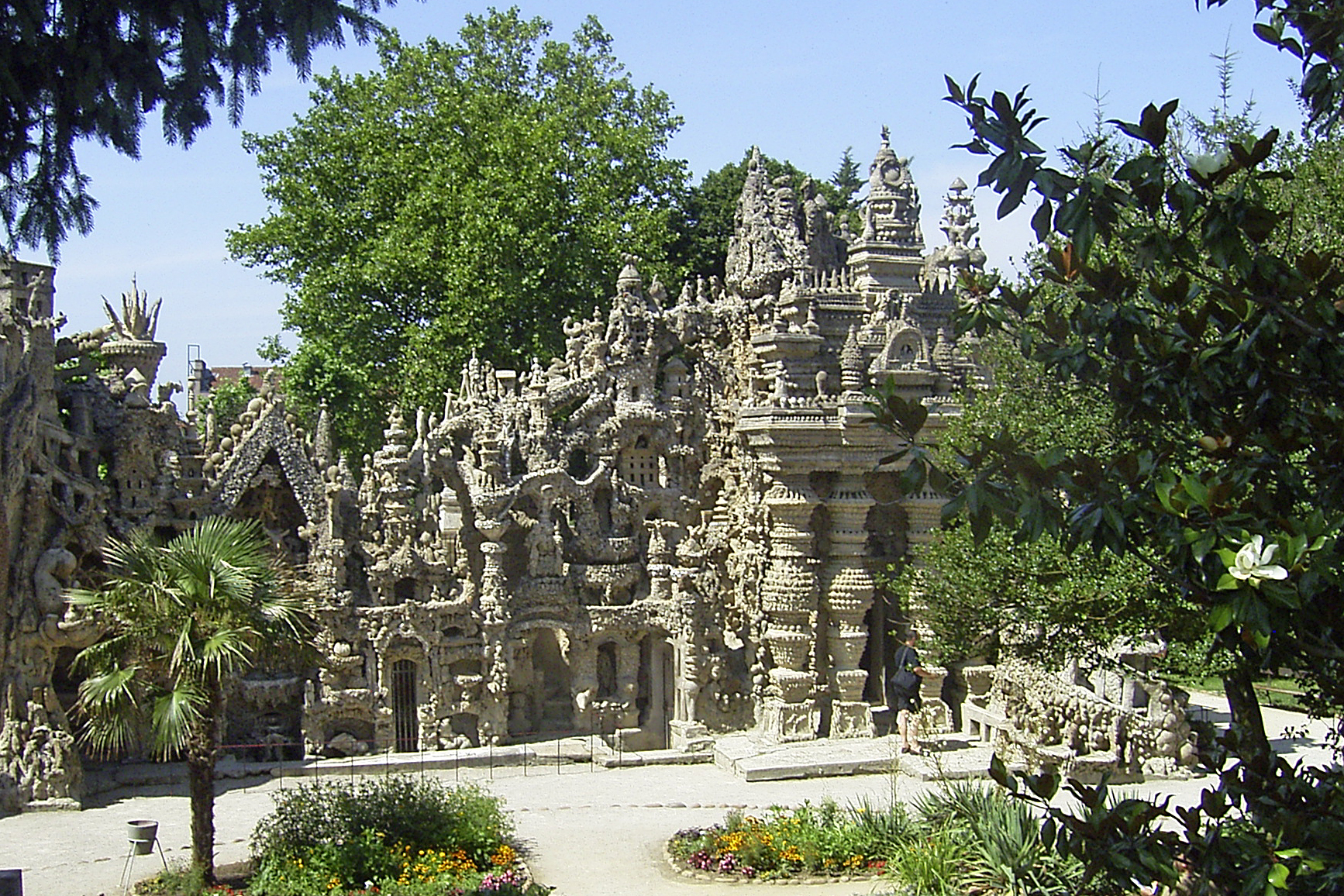
"Palais idéal" di Ferdinand Cheval, Hauterives, Francia

Solo circa una decina d'anni più tardi iniziarono a concretizzarsi i suoi sogni.
Egli spese 33 anni della sua vita nella costruzione del "Palazzo ideale" e ne impiegò 8 per costruire la propria tomba, anch'essa considerata un'opera d'arte naïve. 
Ferdinand Cheval morì il 19 agosto del 1924.